# EHF Cup 2016-2017 (pallamano maschile)
L'EHF Cup è la 36ª edizione della EHF Cup, la seconda coppa per club più importante d'Europa ed è organizzata dall'European Handball Federation (EHF),ed è la quinta edizione dopo la fusione con l'EHF Cup Winners' Cup.

## Squadre partecipanti
Le sigle nelle parentesi indicano come si sono qualificate le squadre, con questo criterio:
- CN: Campioni Nazionali;
- 1, 2, 3, 4, 5, 6, etc.: posizione finale nel proprio campionato
- VCN: Vincitori Coppa Nazionale;
- PCN: Perdenti Coppa Nazionale;
- CL PQ: squadre retrocesse dal turno di qualificazione di Champions League.

| Terzo turno di qualificazione   | Terzo turno di qualificazione  | Terzo turno di qualificazione | Terzo turno di qualificazione |
| ------------------------------- | ------------------------------ | ----------------------------- | ----------------------------- |
| Frisch Auf Göppingen (CN)       | Fraikin Granollers (4)         | GOG (3)                       | RK Gorenje Velenje (CL PQ)    |
| MT Melsungen (4)                | Helvetia Anaitasuna (PCN)      | HC Midtjylland (VCN)          | Riihimäki Cocks (CL PQ)       |
| SC Magdeburgo (VCN)             | Grundfos Tatabánya KC (3)      | KS Azoty-Puławy (3)           | Maccabi Tel Aviv (CL PQ)      |
| CB Ademar León (3)              | Saint-Raphaël Var Handball (2) | RD Ribnica (2)                | Bregenz Handball (CL PQ)      |
| Secondo turno di qualificazione |                                |                               |                               |
| Füchse Berlino (5)              | CSM Bucarest (2)               | SKA Minsk (2)                 | Differdange (CL PQ)           |
| Balatonfüredi KSE (4)           | Alingsås HK (2)                | Wacker Thun (2)               | HC Achilles Bocholt (CL PQ)   |
| KIF Kolding København (4)       | RK Nexe Našice (2)             | ØIF Arendal (5)               |                               |
| NMC Górnik Zabrze (5)           | Saint Petersburg HC (3)        | HC Sporta Hlohovec (2)        |                               |
| RD Koper 2013 (4)               | S.L. Benfica (2)               | Talent M.A.T. Plzeň (1)       |                               |
| Primo turno di qualificazione   |                                |                               |                               |
| Csurgói KK (5)                  | FC Porto (3)                   | AC Filippos Veria (1)         | Põlva Serviti (1)             |
| Chambéry Savoie Handball (5)    | Pfadi Winterthur (3)           | AC Diomidis Argous (2)        | Haukar Handball (1)           |
| SC Créteil Handball (6)         | ZTR Zaporižžja (2)             | Maccabi Rishon LeZion (2)     | RK Budvanska Rivijera (1)     |
| RK Prilep 2010 (4)              | Bodø HK (VCN)                  | Alpla HC Hard (3)             | HC Olimpus-85 USEFS (1)       |
| SCM Politehnica Timișoara (3)   | RK Vojvodina (1)               | HC Dukla Prague (2)           | London GD HC (1)              |
| GRK Varaždin 1930 (3)           | RK Metaloplastika (2)          | KH BESA Famiglia (1)          | B.S.B. Batumi (1)             |
| RK Zamet (4)                    | B.B. Ankaraspor (2)            | OCI-Lions (1)                 |                               |
| Dinamo Astrakhan (4)            | Handball Käerjeng (2)          | HV KRAS/Volendam (2)          |                               |

## Qualificazioni
Le qualificazioni consistono in tre round di qualificazione. Al primo turno giovano le squadre con ranking più basso. I vincitori al termine delle gare di andata a e di ritorno passano al turno successivo. Al termine del terzo turno le squadre vincitrici si qualificano per la fase a gironi.
Per ogni turno la prima estratta al sorteggio gioca le partite in casa. Tuttavia, si può richiedere di giocare le gare di andata e ritorno nella stessa sede.

### Round 1
Un totale di 30 squadre si sono qualificate al primo turno di qualificazione. Le gare di andata sono state giocate tra il 2 e il 3 settembre mentre le gare di ritorno tra 10 e 11 settembre 2016.
| Squadra 1                       | Totale | Squadra 2             | Andata | Ritorno |
| ------------------------------- | ------ | --------------------- | ------ | ------- |
| Handball Käerjeng               | 58–56  | RK Vojvodina          | 30–31  | 28–25   |
| Union Sportive Créteil Handball | 56–56  | RK Zamet              | 29–32  | 27–24   |
| Alpla HC Hard                   | 55–43  | OCI-Lions             | 28–17  | 27–26   |
| Maccabi Rishon LeZion           | 79–36  | London GD HC          | 38–14  | 41–22   |
| Chambéry Savoie Handball        | 67–39  | HV KRAS/Volendam      | 31–23  | 36–16   |
| GRK Varaždin 1930               | 51–58  | B.B. Ankaraspor       | 24–32  | 27–26   |
| Haukar Handball                 | 61–46  | AC Diomidis Argous    | 33–26  | 28–20   |
| KH BESA Famiglia                | 58–62  | HC Dukla Prague       | 35–31  | 23–31   |
| B.S.B. Batumi                   | 32–93  | FC Porto              | 16–49  | 16–44   |
| Csurgói KK                      | 47–44  | Bodø HK               | 28–21  | 19–23   |
| SCM Politehnica Timișoara       | 51–43  | Põlva Serviti         | 26–22  | 25–21   |
| HC Olimpus-85 USEFS             | 49–77  | ZTR Zaporižžja        | 28–37  | 21–40   |
| RK Prilep 2010                  | 34–84  | Pfadi Winterthur      | 19–42  | 15–42   |
| RK Metaloplastika               | 44–47  | Dinamo Astrakhan      | 24–30  | 20–17   |
| AC Filippos Veria               | 58–50  | RK Budvanska Rivijera | 30–24  | 28–26   |

### Round 2
Si sono qualificate 32 squadre per il secondo turno di qualificazione. L'andata si è giocata tra l'8 e il 9 ottobre mentre il ritorno si è giocato tra il 15 e il 16 ottobre 2016.
| Squadra 1                | Totale | Squadra 2                 | Andata | Ritorno |
| ------------------------ | ------ | ------------------------- | ------ | ------- |
| KIF Kolding København    | 69–43  | Talent M.A.T. Plzeň       | 38–23  | 31–20   |
| Maccabi Rishon LeZion    | 56–49  | Red Boys Differdange      | 26–25  | 30–24   |
| Csurgói KK               | 58–46  | HC Achilles Bocholt       | 34–23  | 24–23   |
| S.L. Benfica             | 64–56  | Handball Käerjeng         | 31–26  | 33–30   |
| Chambéry Savoie Handball | 44–49  | Füchse Berlin             | 22–25  | 22–24   |
| Balatonfüredi KSE        | 48–50  | Pfadi Winterthur          | 28–23  | 20–27   |
| Saint Petersburg HC      | 57–46  | B.B. Ankaraspor           | 26–19  | 31–27   |
| ØIF Arendal              | 49–51  | SCM Politehnica Timișoara | 23–24  | 26–27   |
| Haukar Handball          | 51–55  | Alingsås HK               | 24–24  | 27–31   |
| ZTR Zaporižžja           | 45–44  | Wacker Thun               | 23–22  | 22–22   |
| NMC Górnik Zabrze        | 50–32  | AC Filippos Veria         | 30–17  | 20–15   |
| FC Porto                 | 57–46  | RD Koper 2013             | 31–24  | 26–22   |
| Alpla HC Hard            | 53–56  | SKA Minsk                 | 28–25  | 25–31   |
| Dinamo Astrakhan         | 60–49  | HC Sporta Hlohovec        | 33–29  | 27–20   |
| CSM Bucarest             | 50–50  | RK Zamet                  | 29–23  | 21–27   |
| HC Dukla Prague          | 53–59  | RK Nexe Našice            | 30–29  | 23–30   |

### Round 3
Per il terzo turno di qualificazione si sono qualificate 32 squadre. L'andata si è giocate tra il 18, 20 e 23 novembre mentre il ritorno si è giocato tra il 25 e il 27 novembre 2016.
| Squadra 1                 | Totale | Squadra 2                  | Andata | Ritorno |
| ------------------------- | ------ | -------------------------- | ------ | ------- |
| RK Zamet                  | 43–66  | MT Melsungen               | 23–34  | 20–32   |
| SKA Minsk                 | 55–61  | Saint-Raphaël Var Handball | 30–28  | 25–33   |
| KS Azoty-Puławy           | 52–53  | S.L. Benfica               | 34–29  | 18–24   |
| Dinamo Astrakhan          | 55–64  | HC Midtjylland             | 29–29  | 26–35   |
| RK Gorenje Velenje        | 56–58  | Füchse Berlin              | 24–29  | 32–29   |
| Fraikin Granollers        | 57–57  | ZTR Zaporižžja             | 27–29  | 30–28   |
| Saint Petersburg HC       | 48–51  | Maccabi Tel Aviv           | 25–23  | 23–28   |
| SC Magdeburgo             | 61–49  | RK Nexe Našice             | 31–22  | 30–27   |
| Helvetia Anaitasuna       | 53–51  | Csurgói KK                 | 27–21  | 26–30   |
| Alingsås HK               | 56–58  | GOG                        | 29–26  | 27–32   |
| SCM Politehnica Timișoara | 46–52  | RD Ribnica                 | 27–22  | 19–30   |
| Riihimäki Cocks           | 59–49  | NMC Górnik Zabrze          | 30–19  | 29–30   |
| Frisch Auf Göppingen      | 70–62  | Pfadi Winterthur           | 33–30  | 37–32   |
| CB Ademar León            | 51–52  | KIF Kolding København      | 24–27  | 27–25   |
| Bregenz Handball          | 56–59  | FC Porto                   | 27–28  | 29–31   |
| Grundfos Tatabánya KC     | 63–49  | Maccabi Rishon LeZion      | 35–23  | 28–26   |

## Fase a gironi

### Sorteggi e formula
Il sorteggio per l composizione dei gironi si è tenuto giovedì 1 dicembre 2016. Le 16 squadre qualificate alla fase a gironi sono state raggruppate in 4 fasce per il sorteggio in base al ranking. 
Le squadre della stessa nazione non saranno sorteggiate nello stesso girone.
La miglior prima classificata dei quattro gironi passerà direttamente alle Final4 di Göppingen, in Germania. Le altre 3 prime classificate passano ai quarti di finale. Le seconde di ogni girone disputano un girone con gare di andata e ritorno e al termine di quest'ultimo, le prime tre passano alla fase successiva.
I criteri da seguire in caso di arrivo a pari punti sono:
- punti ottenuti negli scontri diretti;
- differenza reti negli scontri diretti;
- maggior numero di reti segnate negli scontri diretti;
- differenza reti generale;
- maggior numero di reti segnate in generale.

Qualora questi criteri non soddisfino una squadra si procederà con l'estrazione a sorte, nella sede dell'EHF a Vienna davanti ai responsabili di ogni squadra.

### Fasce d'estrazione
| Prima fascia                                                                       | Seconda fascia                                                      | Terza fascia                                      | Quarta fascia                                             |
| ---------------------------------------------------------------------------------- | ------------------------------------------------------------------- | ------------------------------------------------- | --------------------------------------------------------- |
| KIF Kolding København Saint-Raphaël Var Handball Frisch Auf Göppingen MT Melsungen | HC Midtjylland Helvetia Anaitasuna Grundfos Tatabánya KC RD Ribnica | GOG Fraikin Granollers SC Magdeburgo S.L. Benfica | Riihimäki Cocksn Füchse Berlino Maccabi Tel Aviv FC Porto |

### Girone A
|  | Pos. | Squadra                    | Pt | G | V | N | S | GF  | GS  | D   |
|  | ---- | -------------------------- | -- | - | - | - | - | --- | --- | --- |
|  | 1.   | Füchse Berlino             | 10 | 6 | 5 | 0 | 1 | 185 | 163 | +22 |
|  | 2.   | Saint-Raphaël Var Handball | 8  | 6 | 4 | 0 | 2 | 179 | 164 | +15 |
|  | 3.   | GOG                        | 6  | 6 | 3 | 0 | 3 | 187 | 190 | -3  |
|  | 4.   | RD Ribnica                 | 0  | 6 | 0 | 0 | 6 | 154 | 188 | -34 |

### Girone B
|  | Pos. | Squadra              | Pt | G | V | N | S | GF  | GS  | D   |
|  | ---- | -------------------- | -- | - | - | - | - | --- | --- | --- |
|  | 1.   | Frisch Auf Göppingen | 12 | 6 | 6 | 0 | 0 | 181 | 155 | +26 |
|  | 2.   | Fraikin Granollers   | 6  | 6 | 3 | 0 | 3 | 171 | 165 | +6  |
|  | 3.   | FC Porto             | 4  | 6 | 2 | 0 | 4 | 159 | 170 | -11 |
|  | 4.   | HC Midtjylland       | 2  | 6 | 1 | 0 | 5 | 155 | 176 | -21 |

### Girone C
|  | Pos. | Squadra               | Pt | G | V | N | S | GF  | GS  | D   |
|  | ---- | --------------------- | -- | - | - | - | - | --- | --- | --- |
|  | 1.   | SC Magdeburgo         | 11 | 6 | 5 | 1 | 0 | 200 | 146 | +54 |
|  | 2.   | Grundfos Tatabánya KC | 8  | 6 | 4 | 0 | 2 | 161 | 157 | +4  |
|  | 3.   | KIF Kolding København | 5  | 6 | 2 | 1 | 3 | 166 | 172 | -6  |
|  | 4.   | Maccabi Tel Aviv      | 0  | 6 | 0 | 0 | 6 | 146 | 198 | -54 |

### Girone D
|  | Pos. | Squadra             | Pt | G | V | N | S | GF  | GS  | D   |
|  | ---- | ------------------- | -- | - | - | - | - | --- | --- | --- |
|  | 1.   | MT Melsungen        | 8  | 6 | 4 | 0 | 2 | 168 | 140 | +28 |
|  | 2.   | Helvetia Anaitasuna | 8  | 6 | 4 | 0 | 2 | 171 | 163 | +8  |
|  | 3.   | S.L. Benfica        | 8  | 6 | 4 | 0 | 2 | 158 | 165 | -7  |
|  | 4.   | Riihimaki Cocks     | 0  | 6 | 0 | 0 | 6 | 145 | 174 | -29 |

### Round a eliminazione per le seconde classificate
Visto che il Frisch Auf Göppingen, squadra organizzatrice delle Final4, si è classificata al primo posto del suo girone, è stato necessario trovare le altre tre squadre per i quarti di finale. Le squadre seconde classificate di ogni girone hanno partecipato ad un girone all'italiana con gare di andata e ritorno e le prime tre squadre al termine del girone, si sono qualificate per i quarti di finale.
| Girone | Squadra                    | PG | V | N | P | GF  | GS  | DR  | PTI |
| ------ | -------------------------- | -- | - | - | - | --- | --- | --- | --- |
| A      | Saint-Raphaël Var Handball | 6  | 4 | 0 | 2 | 179 | 164 | +15 | 8   |
| D      | Helvetia Anaitasuna        | 6  | 4 | 0 | 2 | 171 | 163 | +8  | 8   |
| C      | Grundfos Tatabánya KC      | 6  | 4 | 0 | 2 | 161 | 154 | +4  | 8   |
| B      | Fraikin Granollers         | 6  | 3 | 0 | 3 | 171 | 165 | +6  | 6   |

## Quarti di Finale
| Prima Fascia   |
| -------------- |
| SC Magdeburgo  |
| Füchse Berlino |
| MT Melsungen   |

| Seconda Fascia             |
| -------------------------- |
| Saint-Raphaël Var Handball |
| Helvetia Anaitasuna        |
| Grundfos Tatabánya KC      |

| Squadra 1                  | Totale | Squadra 2      | Andata | Ritorno |
| -------------------------- | ------ | -------------- | ------ | ------- |
| Helvetia Anaitasuna        | 59–69  | SC Magdeburgo  | 27–34  | 32–35   |
| Grundfos Tatabánya KC      | 47–58  | Füchse Berlino | 25–30  | 22–28   |
| Saint-Raphaël Var Handball | 61–49  | MT Melsungen   | 30–26  | 31–23   |

## Final4

### Semifinali
| Squadra 1                  | Squadra 2            | Risultato               |
| -------------------------- | -------------------- | ----------------------- |
| Saint-Raphaël Var Handball | Füchse Berlino       | Göppingen, 20 mag. 2017 |
| Saint-Raphaël Var Handball | Füchse Berlino       | 24 – 35                 |
| SC Magdeburgo              | Frisch Auf Göppingen | Göppingen, 20 mag. 2017 |
| SC Magdeburgo              | Frisch Auf Göppingen | 29 – 33                 |

### Finale 3/4 posto
| Squadra 1                  | Squadra 2     | Risultato               |
| -------------------------- | ------------- | ----------------------- |
| Saint-Raphaël Var Handball | SC Magdeburgo | Göppingen, 21 mag. 2017 |
| Saint-Raphaël Var Handball | SC Magdeburgo | 31 – 32                 |

### Finale
| Squadra 1      | Squadra 2            | Risultato               |
| -------------- | -------------------- | ----------------------- |
| Füchse Berlino | Frisch Auf Göppingen | Göppingen, 21 mag. 2017 |
| Füchse Berlino | Frisch Auf Göppingen | 22 – 30                 |